# بروس ديفلن
بروس ديفلن (بالإنجليزية: Bruce Devlin)‏ هو لاعب غولف أسترالي، ولد في 10 أكتوبر 1937 في آرمدال في أستراليا.

## وصلات خارجية
- الموقع الرسمي
- بروس ديفلن على موقع رابطة لاعبي الغولف المحترفين (الإنجليزية)